# باول برايت
باول برايت (بالإنجليزية: Paul Bright)‏ هو كاتب بريطاني، ولد في 19 مارس 1949 في ولوين جاردن سيتي في المملكة المتحدة.

## وصلات خارجية
- الموقع الرسمي